# ドン・コスカレリ
ドン・コスカレリ（Don Coscarelli、1954年2月17日 - ）は、アメリカ合衆国の映画監督、脚本家、映画プロデューサーである。

## 経歴
1954年2月17日、トリポリに生まれる。南カリフォルニアで育った。
1976年、『誰よりも素敵なジム』で長編映画監督デビューを果たす。同年、『ボーイズ・ボーイズ/ケニーと仲間たち』を監督する。1979年、SFホラー・ファンタジー映画『ファンタズム』を監督する。300,000ドルで製作された同作は11,000,000ドル以上の興行収入を記録した。
2005年、テレビドラマ『マスターズ・オブ・ホラー』の1編「ムーンフェイス」で監督と脚本を手がける。2012年、『クリーチャーズ 異次元からの侵略者』が第56回ロンドン映画祭にて上映された。

## フィルモグラフィー

### 映画
- 誰よりも素敵なジム Jim, the World's Greatest （1976年） - 監督・脚本・製作・撮影・編集
- ボーイズ・ボーイズ/ケニーと仲間たち Kenny & Company （1976年） - 監督・脚本・製作・編集・撮影
- ファンタズム Phantasm （1979年） - 監督・脚本・撮影・編集
- ミラクルマスター/7つの大冒険 The Beastmaster （1982年） - 監督・脚本
- ファンタズムII Phantasm II （1988年） - 監督・脚本・製作
- Survival Quest （1988年） - 監督・脚本・編集
- ファンタズムIII Phantasm III: Lord of the Dead （1994年） - 監督・脚本・製作
- ファンタズムIV Phantasm IV: Oblivion （1998年） - 監督・脚本・製作
- プレスリーVSミイラ男 Bubba Ho-Tep （2002年） - 監督・脚本・製作
- クリーチャーズ 異次元からの侵略者 John Dies at the End （2012年） - 監督・脚本・製作・編集
- ファンタズムV ザ・ファイナル Phantasm: Ravager （2016年） - 脚本・製作
- Dead Night （2017年） - 製作総指揮

### テレビドラマ
- マスターズ・オブ・ホラー Masters of Horror （2005年） - 「ムーンフェイス」監督・脚本

## 受賞
- 2003年 - ブラム・ストーカー賞 最優秀脚本賞（『プレスリーVSミイラ男』）[10]